# Salvador Díez y Pérez de Muñoz
Salvador Díez y Pérez de Muñoz (Jerez de la Frontera; 31 de diciembre de 1857-12 de febrero de 1939), empresario vinatero del marco de Jerez, fundador de la bodega Díez hermanos.

## Biografía
Salvador nació en Jerez en 1857. Su abuelo fue el empresario gaditano José Díez Imbrechts, pionero en la introducción del ferrocarril en España, que provenía de un linaje soriano originario del solar de Valdeosera y de la casa de Elgueta. Su hermano mayor, José Luis Díez fue un importante oficial de marina. 
En 1874 se unió a la sublevación carlista contra el gobierno de la Primera República española, e ingresó junto a sus hermanos Manuel y Francisco en la academia de artillería de Azpeitia. Graduado como oficial, entró en combate en la batalla de Abadiano, antes de la disolución del ejército carlista de 1876.
Terminada la guerra, se exilió un tiempo en Bayona, y emprendió un pequeño negocio de exportación de vinos de jerez con su hermano Manuel. De vuelta en Jerez, compró las soleras de la bodega Ysasi y Cía. (de Enrique y Manuel de Ysasi), y consolidó la firma Díez Hermanos. En 1904, la bodega exportaba 3.796 botas de 500 litros, y era por tanto una de las más importantes del marco de Jerez.

## Familia
El 22 de abril de 1885, Salvador contrajo matrimonio con María Antonia Gutiérrez y O'Neale (1867-1950), hija de Diego Gutiérrez Laborde y María del Rosario O'Neale y Rivero, sobrina de Rafael Rivero, senador, diputado y alcalde de Jerez. Tuvieron diez hijos:
- María (1886-1921), casada con Juan Pedro Domecq y Núñez de Villavicencio, hijo de Pedro Domecq Loustau.
- Salvador (1888-1961), casado con María del Pilar Lacave y de la Rocha.
- Patricio (1890-1959).
- Ángeles (1891-1920), casada con Pedro Nolasco González Gordon, II marqués de Torresoto, hijo del I marqués de Torresoto.
- Mercedes (1895-1989), casada con el marqués de Torresoto, viudo de su hermana Ángeles.
- Emilia (1898-), casada con Manuel María González Gordon, IV marqués de Bonanza, hermano del anterior.
- Diego (1901-1981), casado con María Josefa Domecq Rivero, hija del I marqués de Casa Domecq.
- Ramón (1903).
- Margarita (1904-1994), casada con Lorenzo Petri Reade.
- José Luis (1907-1988).